# کوسلارن
کوسلارن (به آلمانی: Kößlarn) یک شهر در آلمان است که در بایرن واقع شده‌است.

## خصوصیات
کوسلارن ۲۵٫۴۸ کیلومترمربع مساحت دارد ۴۲۵ متر بالاتر از سطح دریا واقع شده‌است.